# Măgura, Buzău
Măgura este satul de reședință al comunei cu același nume din județul Buzău, Muntenia, România. Se află pe valea Buzăului, în zona Subcarpaților de Curbură.